# Морозов Віталій Миколайович
Віталій Миколайович Морозов (рос. Виталий Николаевич Морозов; нар. 23 лютого 1936, Москва, СРСР — пом. 23 травня 2010, Москва, Росія) — радянський російський футболіст, захисник.

## Життєпис
Вихованець юнацької команди московського «Спартака», за основну команду зіграв 3 матчі в 1957 році. У 1958 році виступав за СКВО Львів. Останнім клубом у кар'єрі Віталія стало житомирське «Полісся», за яке москвич зіграв 11 матчів у сезоні 1962 року.
Після закінчення кар'єри працював машиністом Арбатсько-Покровської лінії Московського метрополітену.

## Сім'я
Син футболіста Миколи Морозова. Молодший брат Анатолій також був футболістом. Перша дружина Олена Володимирівна Морозова (1933-1972). Син Михайло (1958 року народження), оочка Віра (1969 року народження). Друга дружина Зоя Петрівна Морозова (1933-2004).